# Pholetesor pinifoliellae
Pholetesor pinifoliellae är en stekelart som beskrevs av Whitfield 2006. Pholetesor pinifoliellae ingår i släktet Pholetesor och familjen bracksteklar. Inga underarter finns listade i Catalogue of Life.